# Xã Birch Cooley, Quận Renville, Minnesota
Xã Birch Cooley (tiếng Anh: Birch Cooley Township) là một xã thuộc quận Renville, tiểu bang Minnesota, Hoa Kỳ. Năm 2010, dân số của xã này là 245 người.